# Kyre Parva
Kyre Parva var en civil parish från 1866 till 1933 då den blev en del av Stoke Bliss, i grevskapet Worcestershire, i England. Civil parish var belägen 7 km från Tenbury Wells och hade 106 invånare år 1931.